# Nu Virginis
Nu Virginis (3 Virginis) é uma estrela na direção da constelação de Virgo. Possui uma ascensão reta de 11h 45m 51.57s e uma declinação de +06° 31′ 47.3″. Sua magnitude aparente é igual a 4.04. Considerando sua distância de 313 anos-luz em relação à Terra, sua magnitude absoluta é igual a −0.87. Pertence à classe espectral M0III.